# Lombok
Lombok – indonezyjska wyspa w archipelagu Małych Wysp Sundajskich, położona między wyspami Bali i Sumbawa.

## Historia
Cieśniną Lombok między wyspami Lombok i Bali przebiega linia Wallace’a. Brytyjski uczony Alfred Russel Wallace odkrył, że ta wąska cieśnina wyznacza granicę występowania całkowicie odmiennych gatunków flory i fauny. Lombok jest zasiedlony przez gatunki spotykane w Australii, na Bali spotykane są przede wszystkim gatunki spokrewnione z tymi z południowo-wschodniej Azji.
Pierwotnie wyspa była we władaniu sułtana Makassar. 
Pod koniec XIX wieku została zajęta przez Holandię. Obecnie znajduje się w granicach indonezyjskiej prowincji Nusa Tenggara Barat.
Uprawia się tu ryż, trzcinę cukrową, bawełnę i kukurydzę.

Powierzchnia: 5435 km²

Liczba mieszkańców: 3,166 mln (2010)

Ważne miasta: Mataram
Wyspa Lombok ma charakter wulkaniczny. Na niej znajduje się trzeci pod względem wysokości wulkan Indonezji – Rinjani (3726 m n.p.m.).

## Galeria

Małe Wyspy Sundajskie
Linia Wallace’a